# Royalton (Pennsilvània)
Royalton és una població dels Estats Units a l'estat de Pennsilvània. Segons el cens del 2000 tenia 963 habitants.

## Demografia
Segons el cens del 2000, Royalton tenia 963 habitants, 395 habitatges, i 270 famílies. La densitat de població era de 1.062,3 habitants/km².
Dels 395 habitatges en un 29,1% hi vivien nens de menys de 18 anys, en un 50,6% hi vivien parelles casades, en un 13,9% dones solteres, i en un 31,4% no eren unitats familiars. En el 26,3% dels habitatges hi vivien persones soles el 7,1% de les quals corresponia a persones de 65 anys o més que vivien soles. El nombre mitjà de persones vivint en cada habitatge era de 2,44 i el nombre mitjà de persones que vivien en cada família era de 2,9.
Per edats la població es repartia de la següent manera: un 22,9% tenia menys de 18 anys, un 7,3% entre 18 i 24, un 30,7% entre 25 i 44, un 27,2% de 45 a 60 i un 11,8% 65 anys o més.
L'edat mediana era de 38 anys. Per cada 100 dones de 18 o més anys hi havia 91,2 homes.
La renda mediana per habitatge era de 41.917$ i la renda mediana per família de 44.821$. Els homes tenien una renda mediana de 34.688$ mentre que les dones 26.513$. La renda per capita de la població era de 18.029$. Entorn del 4,8% de les famílies i el 7,8% de la població estaven per davall del llindar de pobresa.

## Poblacions més properes
El següent diagrama mostra les poblacions més properes.